# Essential Recollection
Essential Recollection es un álbum recopilatorio del músico francés de electrónica Jean-Michel Jarre, publicado el 28 de agosto de 2015 por Sony Music y distribuido por Columbia Records.

## Antecedentes
Essential Recollection reúne destacados temas de Jarre estrenados previamente en sus variados lanzamientos discográficos, sin embargo esta compilación solo cubre las publicaciones que hizo originalmente bajo el sello discográfico francés Disques Dreyfus, compañía que lo lanzó a la fama mundial. Las producciones publicadas posterior al año 2000 no fueron incluidas.

## Controversia
Este álbum produjo muchas reacciones en los fanes del músico. Por una parte los seguidores apreciaron que el lanzamiento cubriera casi la totalidad de las producciones de Jarre dentro de Dreyfus —prácticamente el disco contiene un track de cada álbum de estudio—, sin embargo otro segmento de seguidores criticó duramente la publicación al denominarla innecesaria o totalmente comercial. Además, muchos fanes despreciaron el lanzamiento por encontrarse en él pequeños errores y faltas técnicas en los audios parecidas, pero no tan graves como las que previamente se apreciaron en la reedición remasterizada del álbum Rendez-Vous (1986) publicado a inicios de 2015, así también algunos fundidos de audio «mal logrados». Incluso el diseño gráfico y arte del libreto fue criticado por su aspecto minimalista.

## Lista de temas
Toda la música compuesta por Jean Michel Jarre. 
| Essential Recollection |                            |                              |          |  |
| N.º                    | Título                     | Álbum Original               | Duración |  |
| 1.                     | «Oxygene (Part 2)»         | Oxygene (1976)               | 4:57     |  |
| 2.                     | «Arpegiateur»              | The Concerts in China (1982) | 6:22     |  |
| 3.                     | «Oxygene (Part 4)»         | Oxygene (1976)               | 4:06     |  |
| 4.                     | «Souvenir of China»        | The Concerts in China (1982) | 3:59     |  |
| 5.                     | «Equinoxe (Part 4)»        | Equinoxe (1978)              | 6:22     |  |
| 6.                     | «Zoolookologie»            | Zoolook (1984)               | 4:20     |  |
| 7.                     | «Magnetic Fields (Part 1)» | Magnetic Fields (1981)       | 6:33     |  |
| 8.                     | «Magnetic Fields (Part 2)» | Magnetic Fields (1981)       | 3:58     |  |
| 9.                     | «Equinoxe (Part 5)»        | Equinoxe (1978)              | 3:55     |  |
| 10.                    | «Chronology (Part 4)»      | Chronologie (1993)           | 3:58     |  |
| 11.                    | «Rendez-Vous 4»            | Rendez-Vous (1986)           | 3:51     |  |
| 12.                    | «Oxygene (Part 6)»         | Oxygene (1976)               | 6:00     |  |
| 13.                    | «Bells»                    | Metamorphoses (2000)         | 3:48     |  |
| 14.                    | «Last Rendez-Vous»         | Rendez-Vous (1986)           | 5:48     |  |
| 68:17                  |                            |                              |          |  |